# 金森啓斗
金森 啓斗（かなもり けいと、1997年3月15日 - ）は、日本のアクション俳優。東京都出身　オフィスキール所属

## 人物
・2002年にSKIショーコスギ塾に入門。ショープロキッズプロダクションにて、数々のドラマや映画に出演。その後グローバルロックチャレンジにて三年連続パフォーマーとして入賞。
・高校3年生の時に、吉家章人のワークショップでマイズナーメソッドを学び、俳優業を開始する。エナエンターテイメントに2年間所属し、退所する。
・2016年にオフィスキールに所属。その後「花のち晴れ〜花男 Next Season〜」や「くらやみ祭の小川さん」などの映画やドラマに出演し、活躍している。
・2018年にLunastudio 体操&アクションスクール を立ち上げ大田区に1号店を構える

## 作品

### テレビドラマ
- いだてん〜東京オリムピック噺〜（2019年、NHK大河ドラマ） - 高橋善次郎 役

### CM
| スタブアイコン | サブスタブ | この項目は、まだ閲覧者の調べものの参照としては役立たない、俳優（男優・女優）に関連した書きかけの項目です。この項目を加筆・訂正などしてくださる協力者を求めています（P:映画/PJ芸能人）。 |